# Torrespaccata
Torrespaccata è la zona urbanistica 8A del Municipio Roma VII di Roma Capitale. Si estende sul quartiere Q. XXIV Don Bosco.
Precedentemente parte del Municipio Roma VI, fino a gennaio 2021, quando l'Assemblea Capitolina ha approvato il passaggio della zona al Municipio Roma VII, che ha avuto effetto dalle elezioni comunali del 3 e 4 ottobre 2021.

## Geografia fisica

### Territorio
Si trova nell'area est della città, nel quadrante costituito da via Casilina, via di Torre Spaccata, viale Bruno Pelizzi e viale Palmiro Togliatti. L'asse viario principale del quartiere è viale dei Romanisti.
La zona urbanistica confina:
- a nord con la zona urbanistica 7B Alessandrina
- a est con la zona urbanistica 8B Torre Maura
- a sud con le zone urbanistiche 10F Osteria del Curato e 10A Don Bosco
- a ovest con la zona urbanistica 7G Centro Direzionale Centocelle

## Storia
La zona nasce grazie al Piano Fanfani e all'avvio della costruzione di complessi abitativi da parte dell'ente Ina-Casa, il quale dura in totale circa quattordici anni diviso in due settenni di operatività. Torre Spaccata vede la sua realizzazione fra il 1958 e il 1960, dunque nel secondo settennio. Viene inaugurata nel 1961 e fa parte delle nove zone sorte grazie all'azione del piano Ina-Casa sul territorio romano: dopo il Tuscolano, Torrespaccata è il secondo quartiere Ina-Casa più esteso.
Molti progettisti concorrono alla sua realizzazione, fra cui l'architetto Plinio Marconi, capogruppo dei lavori. Su una superficie di circa 31 ettari vengono realizzati 11 154 vani per 2 000 alloggi e 11 200 abitanti.
Le costruzioni generate dall'attuazione del Piano Fanfani danno la spinta ad una nuova stagione di qualità urbana in cui si fa largo un periodo di sperimentazione sul tema dell'edilizia e della casa. Le abitazioni sono state costruite, disposte ed assegnate a seconda dei regolamenti stabiliti dal Piano.
Dal punto di vista architettonico, vi è una varietà di costruzioni edilizie alternate a torre e in linea, la cui altezza varia dagli otto ai quattro piani disposti in cortina con presenza di spazi verdi. Vi è la presenza di determinati standard abitativi nei nascenti quartieri Ina-Casa come la costruzione di attrezzature collettive religiose, scolastiche, commerciali, finanziarie, sportive e ricreative. Le strade sono generalmente di una larghezza ridotta ed è presente uno stradone centrale con concentrazione di attività e negozi a ridosso di esso. Le abitazioni vengono composte di una zona giorno e una zona notte. Una delle novità introdotte è stata anche quella di rendere comunicanti gli spazi giorno di cucina e camera da pranzo, facendo particolare attenzione alla doppia esposizione solare degli appartamenti, in maniera tale da avere sempre una buona illuminazione. Lo spazio interno è inoltre organizzato per essere sfruttato interamente, comune è infatti la presenza di armadi a muro.
Nel film Mamma Roma di Pier Paolo Pasolini del 1962 alcune scene sono girate all'interno di un nuovissimo appartamento di Torrespaccata e per le strade del nascente quartiere.

## Architetture religiose
- Chiesa di Santa Maria Regina Mundi, su via Augusto Lupi.
- Chiesa di San Bonaventura da Bagnoregio, su via Marco Calidio.

## Odonimia
L'odonomastica della zona urbanistica riporta principalmente nominativi di romanisti: poeti, archeologi e scrittori di cose romane.

## Infrastrutture e trasporti
|  | È raggiungibile dalle stazioni: Togliatti, Grano, Alessandrino e Torre Spaccata. |